# Serianus
Serianus es un género de arácnido del orden Pseudoscorpionida de la familia Olpiidae.

## Especies
Las especies de este género son::
- Serianus arboricola (Chamberlin, 1923)
- Serianus argentinae Muchmore, 1981
- Serianus biimpressus (Simon, 1890)
- Serianus birabeni Feio, 1945
- Serianus bolivianus (Beier, 1939)
- Serianus carolinensis Muchmore, 1968
- Serianus dolosus Hoff, 1956
- Serianus galapagoensis Beier, 1978
- Serianus gratus Hoff, 1964
- Serianus litoralis (Chamberlin, 1923)
- Serianus minutus (Banks, 1908)
- Serianus patagonicus (Ellingsen, 1904)
- Serianus pusillimus Beier, 1959
- Serianus sahariensis Mahnert, 1988
- Serianus salomonensis Beier, 1966
- Serianus serianus (Chamberlin, 1923)
- Serianus solus (Chamberlin, 1923)
- Serianus validus (Beier, 1971)